# BEYOND THE SEA TAG TEAM王座
BEYOND THE SEA TAG TEAM王座（ビヨンド・ザ・シー・タッグ・チームおうざ）は、SEAdLINNNGが管理、認定している王座。「BEYOND THE SEA」は「海を超えて」という意味があり、日本にとどまらず、海外からの挑戦者、海外での防衛戦など、幅広い活動をしていきたいという思いが込められており、メインカラーの青は海をイメージしている。

## 歴史
2018年7月25日、SEAdLINNNG後楽園ホール大会で初代王座決定戦に勝利した世志琥&山下りな組が初代王者になった。

## 歴代王者
| 歴代   | タッグチーム                                 | 戴冠回数 | 防衛回数 | 獲得日付       | 獲得場所 （対戦相手・その他）                      |
| ------ | -------------------------------------------- | -------- | -------- | -------------- | -------------------------------------------------- |
| 初代   | BORDERLESS （世志琥&山下りな）               | 1        | 4        | 2018年7月25日  | 後楽園ホール 高橋奈七永&藤本つかさ                 |
| 第2代  | ∀∀impact （中島安里紗&笹村あやめ）           | 1        | 1        | 2018年12月13日 | 新宿FACE 2019年2月28日に笹村あやめが負傷のため返上 |
| 第3代  | 中島安里紗&沙恵                              | 1        | 0        | 2019年3月20日  | 後楽園ホール 高瀬みゆき&有田ひめか                 |
| 第4代  | The Beginning （高瀬みゆき&有田ひめか）      | 1        | 2        | 2019年4月28日  | 新宿FACE                                           |
| 第5代  | 世志琥&松本浩代                              | 1        | 5        | 2019年6月28日  | 新木場1stRING                                      |
| 第6代  | ベストフレンズ （中島安里紗&藤本つかさ）     | 1        | 1        | 2020年10月3日  | ラジアントホール                                   |
| 第7代  | 鬼に金棒 （世志琥&Sareee）                   | 1        | 1        | 2020年11月27日 | 新木場1stRING                                      |
| 第8代  | 高橋奈七永&中島安里紗                        | 1        | 1        | 2021年1月22日  | 新木場1stRING                                      |
| 第9代  | Las Fresa de Egoistas （真琴&朱崇花）        | 1        | 1        | 2021年5月26日  | 新木場1stRING                                      |
| 第10代 | 高橋奈七永&松本浩代                          | 1        | 1        | 2021年9月22日  | 新宿FACE                                           |
| 第11代 | Las Fresa de Egoistas （真琴&朱崇花）        | 2        | 4        | 2021年12月29日 | 後楽園ホール                                       |
| 第12代 | リトルツインベリーズ （笹村あやめ&海樹リコ） | 1        | 0        | 2023年6月28日  | 新宿FACE 2023年12月14日に海樹リコが引退のため返上  |
| 第13代 | Las Fresa de Egoistas （真琴&野崎渚）        | 1        | 1        | 2024年3月15日  | 新木場1stRING 雪妃真矢&VENY                        |
| 第14代 | 笹村あやめ&青木いつ希                        | 1        |          | 2024年8月23日  | 後楽園ホール                                       |